# Майкл Гарт
Ма́йкл Гарт  (англ. Michael Hart; нар. 24 жовтня 1951) — британський веслувальник, олімпійський медаліст.

## Виступи на Олімпіадах
| Олімпіада     | Дисципліна                    | Місце |
| ------------- | ----------------------------- | ----- |
| Мюнхен 1972   | двійка розстібна зі стерновим | 8     |
| Монреаль 1976 | двійка парна                  | 2     |

## Зовнішні посилання
- Досьє на sport.references.com [Архівовано 8 листопада 2012 у Wayback Machine.]

1. ↑  Michael Hart